# Georg Stamm
Pour les articles homonymes, voir Stamm.
Georg Stamm (né le 1er novembre 1855 à Hausen et mort le 17 août 1923 à Karsbach) est agriculteur, maire et député du Reichstag.

## Biographie
Stamm étudie à l'école primaire et l'école de vacances jusqu'à l'âge de 16 ans. Il sert de 1875 à 1878 dans le 9e régiment d'infanterie royal bavarois (de) en tant que sergent. Puis il prend en charge la gestion et l'administration d'une propriété appartenant à ses proches à Karsbach, qu'il acquiert ensuite . En 1893, il devient le calculateur de l'association de prêt, en 1900 il est maire et la même année il est élu membre de l'administrateur d'un arrondissement de Basse-Franconie, ainsi que membre du comité du district agricole. À partir de 1906, il est membre du conseil de surveillance de la Caisse centrale bavaroise de prêt à Munich.
De 1903 à 1918, il est député du Reichstag allemand pour la 3e circonscription de Basse-Franconie (Lohr (de), Karlstadt (de), Hamelbourg (de), Marktheidenfeld (de), Gemünden (de)) avec le Zentrum Il est également membre de la chambre des députés de Bavière (de) de 1905 à 1907.